# Shane Battier
Shane Battier Courtney (Birmingham (Michigan), 7 de setembro de 1978) é um ex-jogador de basquete profissional americano que jogou em várias equipes da National Basketball Association (NBA). Também jogou pela equipe de basquete dos EUA.
Battier nasceu e cresceu em Birmingham, Michigan, estudou na Detroit Country Day School em Beverly Hills, Michigan, onde ganhou muitos prêmios, incluindo 1997 " Sr. Basquetebol de Michigan. Jogou quatro anos na Universidade de Duke, onde conquistou o Campeonato Nacional de 2001 e foi eleito o melhor jogador do ano. Seu número foi aposentado pela Universidade de Duke. Battier foi selecionado como a sexta escolha geral no Draft da NBA de 2001 pelo Vancouver Grizzlies (Memphis Grizzlies) e foi negociado cinco anos mais tarde para os Houston Rockets. Foi então negociado novamente para os Memphis Grizzlies durante a temporada da NBA 2010-2011, sendo negociado na temporada 2011-2012 para a equipe do Miami Heat. É amplamente conhecido por sua defesa agressiva e por ser capaz de marcar os melhores jogadores da liga.

## Carreira

### Colégio
Battier se formou com médias de 3,96 pontos e foi nomeado excelente estudante na escola em seu último ano, entrou para a Universidade de Duke, onde jogou quatro anos com o treinador Mike Krzyzewski (Coach K). Em Duke, Battier foi muitas vezes o melhor defensor da liga. Ele levou os "Blue Devils" a dois finals Fours, em 1999 e 2001. Os Blue Devils perderam para os Huskies Connecticut em 1999 as finais, mas venceu o campeonato nacional ao derrotar o Arizona Wildcats dois anos depois. Posteriormente, teve sua camisa número 31 aposentada pelo Blue Devils. Além disso, Battier foi escolhido Jogador NABC defensivo do ano por três vezes. Battier e Jason Williams no time campeão nacional de 2001 foram um dos dois únicos duetos de Duke com 700 pontos cada, em uma temporada, a outra dupla foi Jon Scheyer (728) e Kyle Singler (707) em 2009-10. Battier se formou em Duke com especialização em religião. 

### NBA
Battier foi selecionado pelo Vancouver Grizzlies como a sexta escolha da primeira rodada do Draft da NBA de 2001. Em 28 de junho de 2006, Battier foi negociado pelos Grizzlies para os Houston Rockets em troca de Stromile Swift e os Rockets enviaram sua escolha número oito no NBA Draft 2006, Rudy Gay. Em 17 de fevereiro de 2010, em um jogo contra o Milwaukee Bucks, Battier marcou 20 pontos, arremessando 6-6 em bolas de 3 pontos, além de 10 rebotes. Durante a última parte da temporada, Battier perdeu lugar na equipe com o retorno de Trevor Ariza. Em 21 de março de 2010, em um jogo contra o New York Knicks, Battier sofreu uma lesão no joelho, que o tirou do restante da temporada. 
Em 17 de dezembro, Battier marcou seu primeiro duplo-duplo da temporada, terminando com 17 pontos (incluindo cinco cestas de três pontos) e 10 rebotes, além de cinco assistências, três tocos. Em 24 de fevereiro, Battier foi negociado pelos Houston Rockets de volta para o Memphis Grizzlies, onde Battier foi originalmente jogou os primeiros anos de sua carreira, em troca dos pivôs Hasheem Thabeet, DeMarre Carroll, e uma escolha na primeira rodada do draft. Em 8 de dezembro de 2011, Battier anunciou através de seu Twitter que iria assinar com o Miami Heat. Ele se reuniu com autoridades do Heat nas primeiras horas de 05 de dezembro, o primeiro dia em que as equipes foram autorizados a falar com os jogadores. Battier assinou oficialmente com o Heat em 9 de dezembro de 2011. Em 2 de março de 2012, Battier fez uma partida em que marcou 18 pontos, sendo 6-7 da linha de três pontos, em uma derrota por um ponto para o Utah Jazz. 
No jogo 1 das finais da Conferência Leste contra o Boston Celtics, Battier marcou seu primeiro duplo-duplo da carreira em playoffs, na vitória por 93-79. Na NBA Finals 2012, Battier marcou 58 pontos em cinco jogos, e ganhou seu primeiro campeonato da NBA. Seus 11,6 pontos por jogo, foi maior que sua média de 4,8 pontos na temporada 2011-12, e fez 15-26 em arremessos de 3 pontos. Seu percentual de 57,7% de arremessos de 3 pontos, é o mais elevado para um jogador que tenha feito 15 ou mais arremessos em uma final.

## Estatísticas na NBA

### Temporada regular
| Ano     | Equipe  | PJ  | PT  | MPP  | %TC  | %3P  | %TL  | RPP | APP | ROB | TPP | PPP  |
| ------- | ------- | --- | --- | ---- | ---- | ---- | ---- | --- | --- | --- | --- | ---- |
| 2001-02 | Memphis | 78  | 78  | 39.7 | .429 | .373 | .700 | 5.4 | 2.8 | 1.5 | 1.0 | 14.4 |
| 2002-03 | Memphis | 78  | 47  | 30.6 | .483 | .398 | .828 | 4.4 | 1.3 | 1.3 | 1.1 | 9.7  |
| 2003-04 | Memphis | 79  | 1   | 24.6 | .446 | .349 | .732 | 3.8 | 1.3 | 1.3 | .7  | 8.5  |
| 2004-05 | Memphis | 80  | 72  | 31.5 | .442 | .395 | .789 | 5.2 | 1.6 | 1.1 | 1.0 | 9.9  |
| 2005-06 | Memphis | 81  | 81  | 35.0 | .488 | .394 | .707 | 5.3 | 1.7 | 1.1 | 1.4 | 10.1 |
| 2006-07 | Houston | 82  | 82  | 36.4 | .446 | .421 | .779 | 4.1 | 2.1 | 1.0 | .7  | 10.1 |
| 2007-08 | Houston | 80  | 78  | 36.3 | .428 | .377 | .743 | 5.1 | 1.9 | 1.0 | 1.1 | 9.3  |
| 2008-09 | Houston | 60  | 59  | 33.9 | .410 | .384 | .821 | 4.8 | 2.3 | .8  | .9  | 7.3  |
| 2009-10 | Houston | 67  | 62  | 32.4 | .398 | .362 | .726 | 4.7 | 2.4 | .8  | 1.1 | 8.0  |
| 2010-11 | Houston | 59  | 59  | 30.8 | .456 | .391 | .645 | 4.8 | 2.6 | .9  | 1.2 | 8.6  |
| 2010-11 | Memphis | 23  | 0   | 24.2 | .426 | .333 | .882 | 4.0 | 1.4 | .7  | .4  | 5.0  |
| 2011-12 | Miami   | 65  | 10  | 23.1 | .387 | .339 | .622 | 2.4 | 1.3 | 1.0 | .5  | 4.8  |
| 2012-13 | Miami   | 72  | 20  | 24.8 | .420 | .430 | .842 | 2.3 | 1.0 | .6  | .8  | 6.6  |
| 2013-14 | Miami   | 73  | 56  | 20.1 | .382 | .348 | .652 | 1.9 | .9  | .7  | .5  | 4.1  |
| Total   | Total   | 977 | 705 | 30.7 | .437 | .384 | .743 | 4.2 | 1.8 | 1.0 | .9  | 8.6  |

### Playoffs
| Ano   | Equipe  | PJ  | PT | MPP  | %TC  | %3P  | %TL  | RPP | APP | ROB | TPP | PPP  |
| ----- | ------- | --- | -- | ---- | ---- | ---- | ---- | --- | --- | --- | --- | ---- |
| 2004  | Memphis | 4   | 0  | 17.3 | .400 | .429 | .667 | 3.0 | .3  | .0  | .2  | 4.8  |
| 2005  | Memphis | 4   | 4  | 29.8 | .419 | .143 | .400 | 6.8 | 1.5 | .5  | 1.0 | 7.3  |
| 2006  | Memphis | 4   | 4  | 32.3 | .500 | .286 | .333 | 5.8 | .5  | 1.0 | .5  | 6.0  |
| 2007  | Houston | 7   | 7  | 38.9 | .451 | .442 | .875 | 2.6 | 2.1 | 1.7 | 1.0 | 10.3 |
| 2008  | Houston | 6   | 6  | 41.0 | .444 | .480 | .727 | 3.8 | .5  | 1.0 | .8  | 10.0 |
| 2009  | Houston | 13  | 13 | 38.2 | .407 | .315 | .957 | 4.9 | 2.4 | 1.1 | .7  | 8.1  |
| 2011  | Memphis | 13  | 0  | 26.1 | .439 | .276 | .667 | 4.0 | 1.2 | .5  | .5  | 5.5  |
| 2012  | Miami   | 23  | 16 | 33.4 | .379 | .382 | .813 | 3.2 | 1.2 | 1.0 | .6  | 7.0  |
| 2013  | Miami   | 22  | 0  | 17.8 | .290 | .295 | .821 | 1.7 | .5  | .2  | .3  | 4.7  |
| 2014  | Miami   | 16  | 6  | 12.6 | .462 | .450 | .800 | .6  | .3  | .3  | .1  | 2.3  |
| Total | Total   | 112 | 56 | 27.1 | .398 | .356 | .778 | 3.0 | 1.0 | .7  | .5  | 6.1  |